# Aaptos robustus
Aaptos robustus là một loài động vật thân lỗ thuộc họ Suberitidae. Loài này được mô tả năm 2008.